# Gurghiu, Mureș
Gurghiu, mai demult Sântimbrul Gurghiului, (în maghiară Görgényszentimre, în germană Görgen, Sankt-Emrich) este satul de reședință al comunei cu același nume din județul Mureș, Transilvania, România.

## Așezare

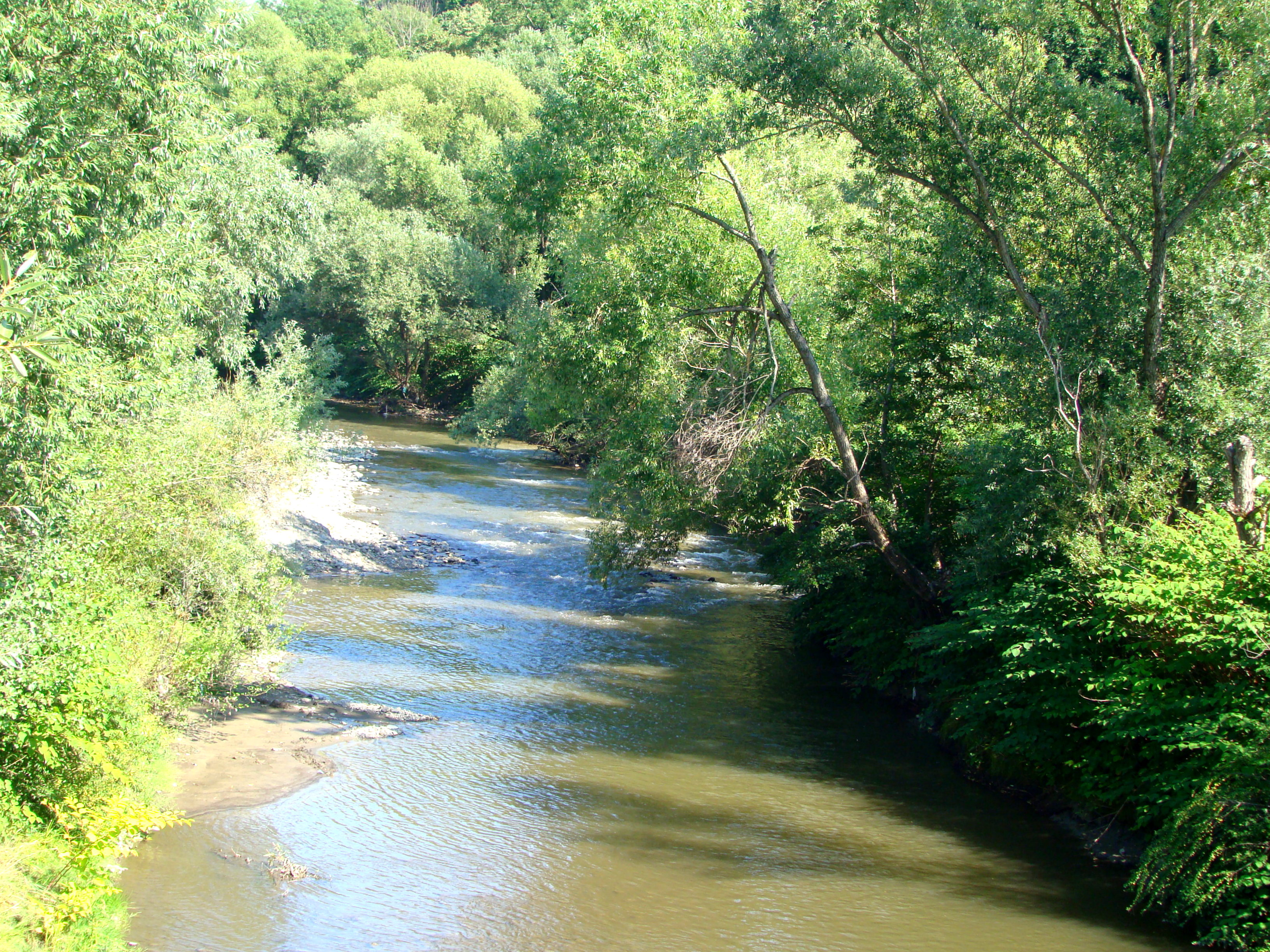
Râul Gurghiu la Gurghiu

Gurghiu e situat pe râul Gurghiu, afluent al râului Mureș, la 14 km est de Reghin.

## Istoric
Localitatea este atestată documentar din anul 1248 sub numele de Gurgen, iar in decursul timpului a fost menționată, în documente scrise in latină, română sau maghiară sub diferite nume cum au fost Gőrgény, Gergin, St. Emrich, Gergen, Geurgény, Girgn, Görgen, Villa sancti Emerici, Gurgiu-a-Sînt-Imbrului, Giurgiu Sânt Imbrului, Gurghií respectiv Gurdghiu. Unii lingviști și etnologi sugerează ca numele de Gurghiu e de origine pecenegă (populație de origine turcică semnalată ca refugiindu-se pe cursul superior al Văii Gurghiului și pe cea a aflentului său Isticeul în secolul al XIII-lea) și traducându-se prin "pădure de carpen".. Denumirea villa sancti Emerici, în trad. "satul sfântului Emeric", se referă la vechiul patrociniu al localității.
În evul mediu aici a existat deja o cetate medievală respectiv un castel care a servit adesea ca reședință favorită a principilor Transilvaniei. De aici s-au emis documente importante servind uneori ca loc de adunare a Dietei Transilvaniei. Aici s-a refugiat în anul 1603 corpul profesoral al Colegiului iezuit din Cluj, după ce trupele lui Moise Secuiul au ucis un călugăr și au devastat colegiul.
Situarea geogarfică in imediata proximitate a unor domenii de vânătoare importante (păduri de cerbi, mistreți respectiv urși precum și micro-climatul favorabil montan cu proprietăți curative datorita aerului de munte, a făcut din Gurghiu un constant loc de peregrinaj mai ales a magnațiilor medievali maghiari și habsburgici. Prințul Rudolf al Austriei a petrecut perioade de timp la Gurghiu în timpul partidelor de vânătoare ce se organizau în împrejurimi acompaniate uneori de concerte de muzică baroc în aer liber. Între oaspeții acestuia la Gurghiu s-a numărat și prințul Eduard, devenit în 1902 regele Eduard al VII-lea al Regatului Unit.
Cetatea Gurghiului se află pe un deal împădurit la o înălțime de 500 m care domină Gurghiul. La nord de cetate la poalele acesteia se află castelul în stil baroc, având elemente renascentiste, care are mai multe faze de construcție. Castelul în forma sa actuală datează din secolul al XVII-lea.
Gurghiul a constituit adesea teatrul de luptă între trupele imperiale austriece și rebeli maghiari și secui, culminând cu distrugerea cetății în asediul din 1708 de către comandantul militar habsburgic de origine ruso-franceză Jean-Louis de Bussy-Rabutin. Ruinele acesteia  au folosite ulterior la reconstrucția castelului și a caselor din sat. În capătul estic al cetății se află o capelă romano-catolică, reconstruită în 1887 de către episcopul din Eger. Ulterior aici a funcționat o celebră școală care prepara specialiști în pădurărit și cu profil cinegetic unde au predat profesori, unii din ei etnici cehi, italieni sau germani, și care proveneau din cele mai diverse colțuri ale Imperiului Habsburgic. În secolul al XVII-lea este semnalată o colonie de peste o sută de armeni stabiliți aici din Moldova, care ulterior s-au asimilat populației autohtone.
Gurghiu a fost pentru un timp și numele unei cunoscute mărci de bere produsă la fabrica din apropiere, azi desființată.

## Obiective turistice
- Castelul Rákóczi-Bornemissza, construit în 1733.
- Stejerișul de la Mociar: prezintă un interes științific deosebit, datorită vârstei stejarilor, cuprinsă între 400-500 de ani. Pădurea de stejari se întinde pe o suprafață de 48 ha, cu o densitate de 10 stejari multiseculari la hectar, cu diametre medii cuprinse între 1,5-2,0 m și înălțimi de peste 20 m. Vitalitatea arborilor este redusă, fructificația foarte slabă, la intervale de 10-15 ani, cu semințe sterile, majoritatea arborilor fiind uscați.
- Parcul Dendrologic, amenajat în 1740 de familia Bornemisza, în care se găsesc alături de speciile autohtone, specii exotice de arbori din Australia, America de Nord și de Sud, Japonia.
- Poiana Narciselor este o rezervație botanică pentru ocrotirea plantei Narcissus stellaris (narcisa) și a plantei Fritillaria meleagris (laleaua pestriță), situată în sudul localității Gurghiu.

## Galerie de imagini
Biserica reformată din Gurghiu, construită în 1756

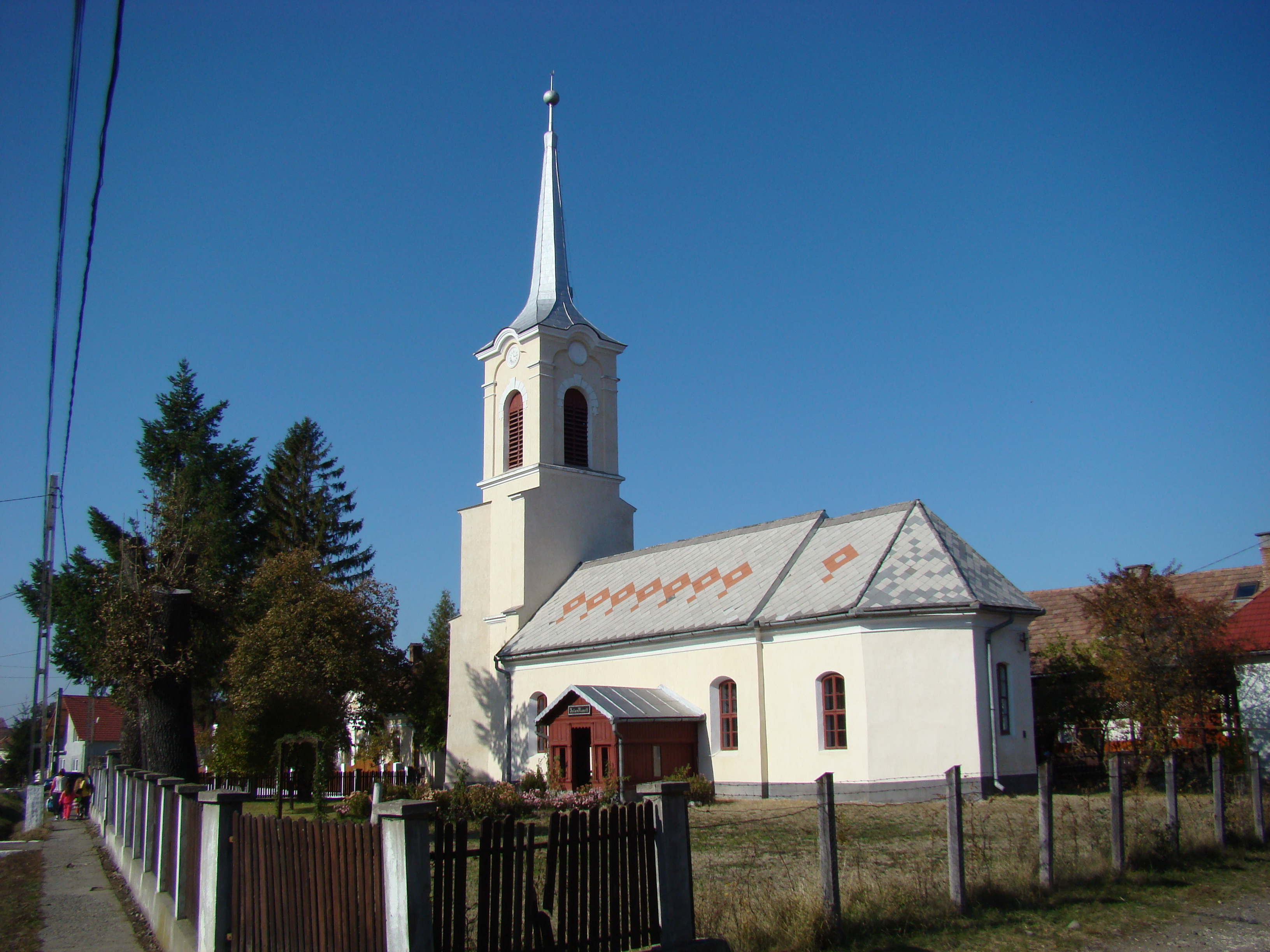
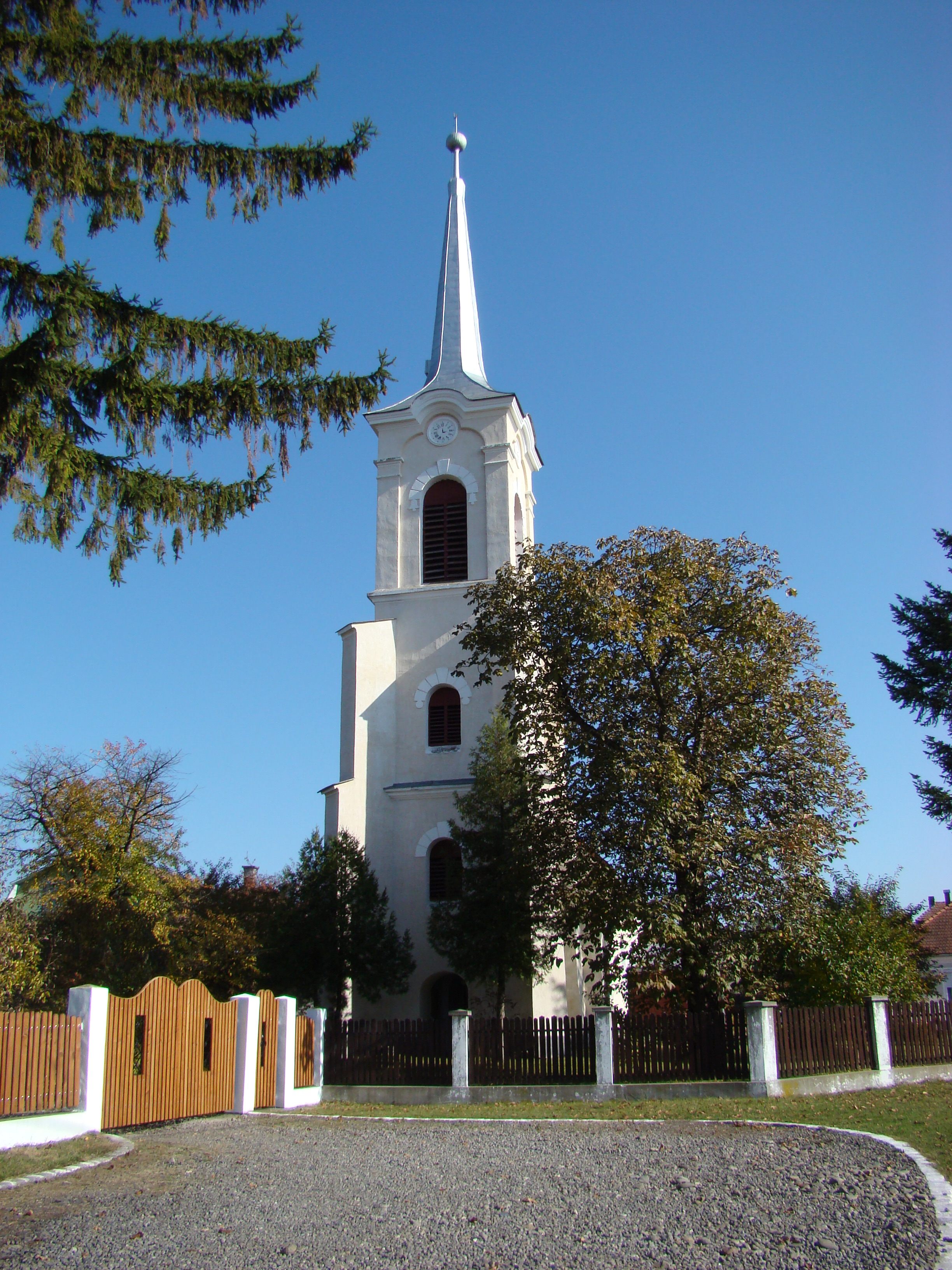

Biserica romano-catolică „Sf. Imre” din Gurghiu

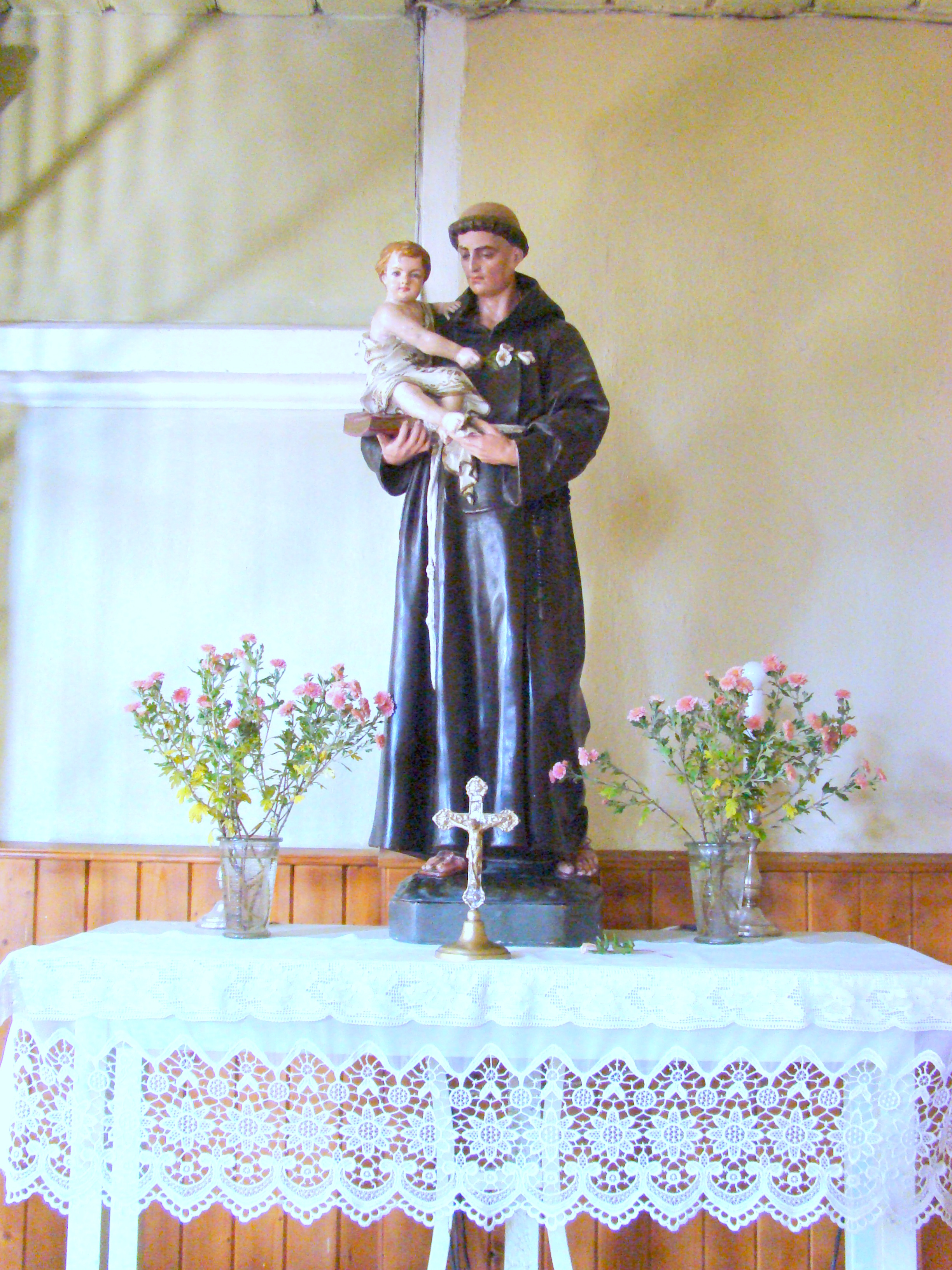
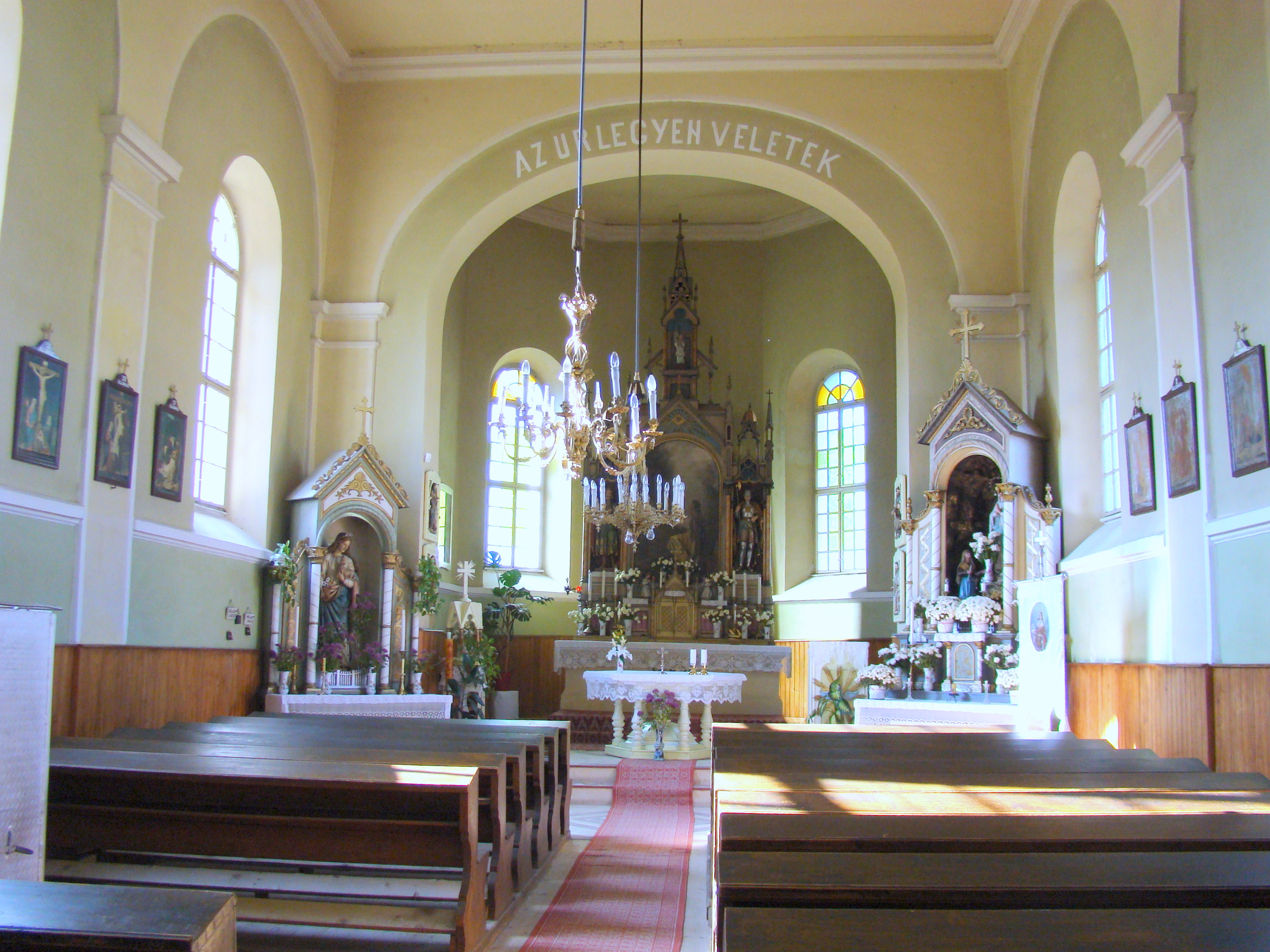
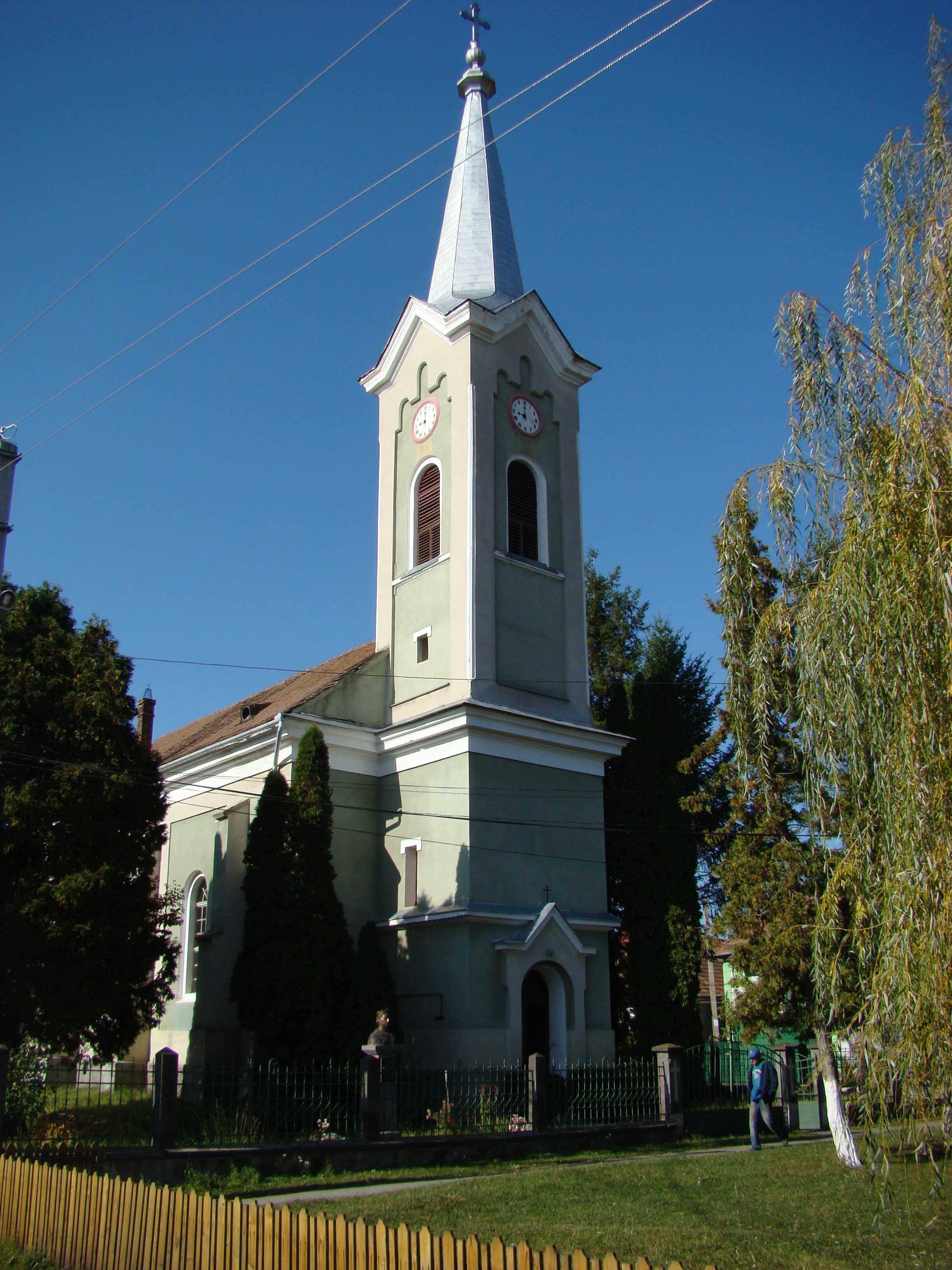
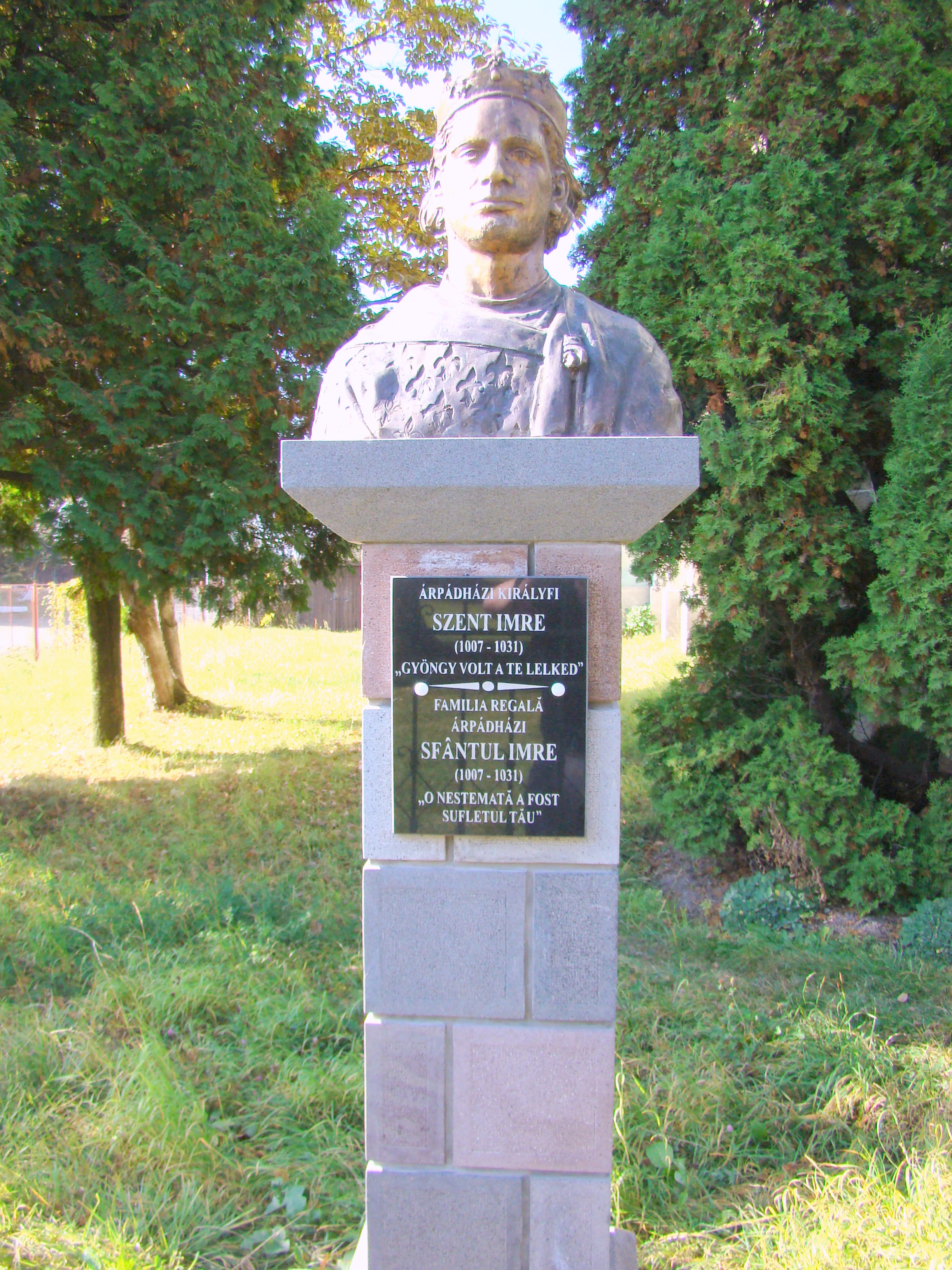
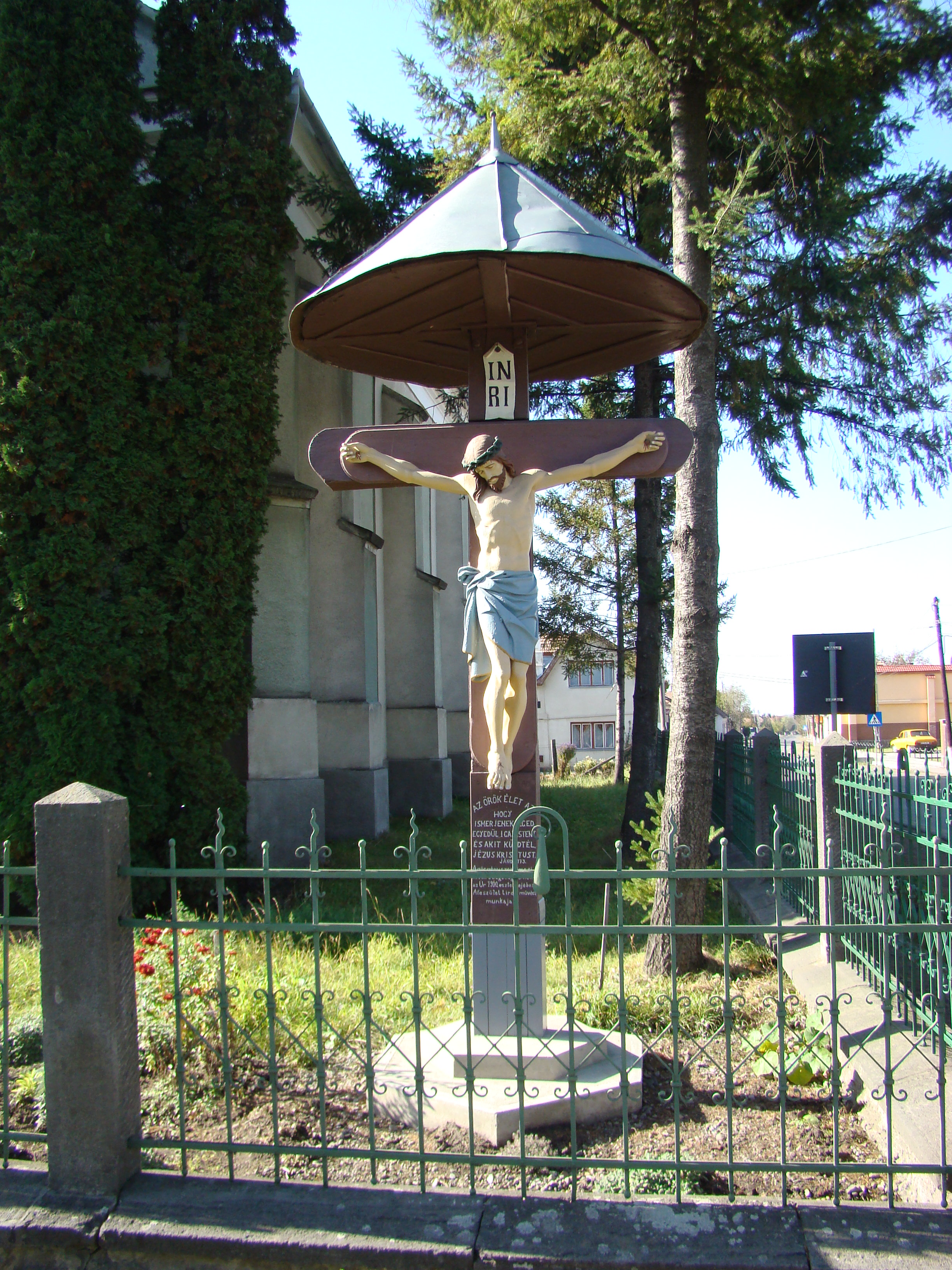